# 和仁煙管蝸牛
和仁煙管蝸牛（学名：Hemiphaedusa kanaganensis）为煙管蝸牛科臺灣紡錘煙管蝸牛屬下的一个种。該物種主要分布於臺灣東部的花蓮縣秀林鄉和仁、和平等地。該物種的學名是取自模式標本產地和仁。